# Фавзи аль-Кавукджи
Фавзи аль-Кавукджи (также встречается транскрипция Каукджи; араб. فوزي القاوقجي‎, англ. Fawzi al-Qawuqji/Kawukji; 1890, Триполи, Ливан — 5 июня 1977, Бейрут) — арабский военный и политический деятель, участник ряда восстаний в странах Ближнего Востока, командующий Арабской освободительной армии в ходе арабо-израильской войны 1947—1949 годов.

## Биография

### Начало военной карьеры и участие в сирийском восстании
Фавзи аль-Кавукджи родился в Триполи (Ливан) в 1890 году. Юношей он отправился на учёбу в Стамбул, в 1912 году окончил военную академию офицером кавалерии и был прикомандирован к корпусу, размещённому в Мосуле. Уже в это время он ощущал себя не только подданным Османской империи, но и представителем арабской нации.

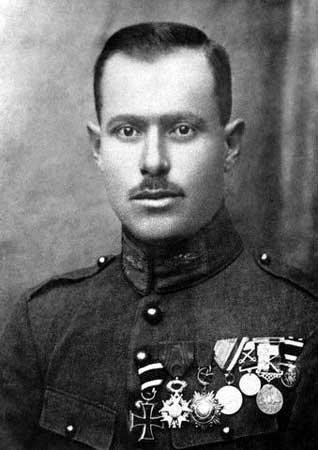
Фавзи аль-Кавукджи в молодости

Во время Первой мировой войны Кавукджи сражался в рядах турецкой армии против англичан в Палестине и Ираке. Впоследствии он дезертировал из армии и примкнул к арабским повстанцам, а затем поступил на службу к королю Сирии Фейсалу, за которого сражался против французов до их победы в 1920 году. Кавукджи окончил французскую военную школу Сен-Сир, но не был готов признать французское господство в Сирии и в 1925 году принял участие в арабском восстании. После поражения восстания Кавукджи покинул Сирию, и в конце 1920-х и начале 1930-х годов его услугами как военного советника пользовались короли Саудовской Аравии и Ирака.

### Борьба с британцами
В 1936 году Кавукджи, бывший тогда инструктором военной академии в Ираке, по призыву иерусалимского муфтия Хаджа Амина аль-Хусейни во главе отряда из 200 добровольцев из Ирака, Сирии, Ливана и Трансиордании присоединился к арабскому восстанию в Палестине. Отряд прибыл в Палестину в августе, но в октябре его вынудили уйти в Трансиорданию. За это время Кавукджи, сам себя произведший в ранг «главнокомандующего арабской революцией в Южной Сирии», успел собрать под лозунгами арабского национализма собственную армию из разрозненных отрядов в районе Наблуса, Тулькарма и Дженина, но затем его отношения с кланом Хусейни испортились из-за его дружеских связей с конкурирующим семейством Нашашиби.
Вернувшись в Ирак, Кавукджи не отказался от националистической идеологии и борьбы против британцев. В апреле 1941 году он принял участие в пронацистском перевороте Рашида аль-Гайлани. В это время Кавукджи, объявленный во Франции преступником, получил помилование от вишистов при условии, что он будет сражаться на стороне держав Оси против британцев. Он возглавил формирование из более чем 500 бойцов-иррегуляров, ведших против британских войск партизанскую войну. Военный историк Роберт Лаймен сообщает, что Кавукджи безжалостно пытал и калечил пленных. Кавукджи продолжал участвовать в боевых действиях до 24 июня 1941 года, когда был тяжело ранен и вывезен самолётом на лечение в Германию. К этому моменту его отряд уже был отброшен на сирийскую сторону границы с Ираком и бои продолжались на территории Сирии.
В 1942 году в Берлине Кавукджи познакомился с немкой Лизолеттой, ставшей впоследствии его женой. Находясь в Берлине, он, по некоторым сведениям, сотрудничал с нацистским руководством в поиске и подготовке «враждебно настроенных по отношению к Англии» арабских кадров. В это время муфтий Амин аль-Хусейни опубликовал документ, обвиняющий его в шпионаже в пользу Великобритании — обвинение, которое более поздние исследователи не считают обоснованным. После окончания войны Кавукджи был арестован советскими войсками и освобождён в 1947 году. Из Германии он отправился в Париж, а оттуда самолётом перебрался сначала в Каир, а затем в ливанский Триполи.

### Арабская освободительная армия

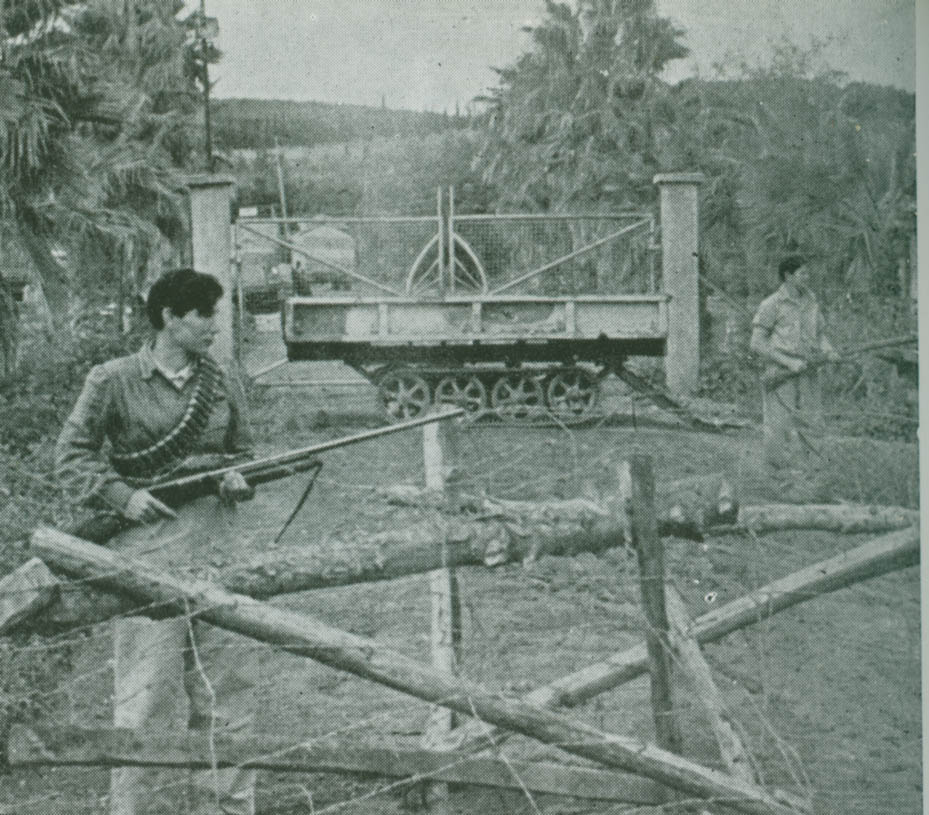
Защитники кибуца Мишмар ха-Эмек во время сражения против АОА

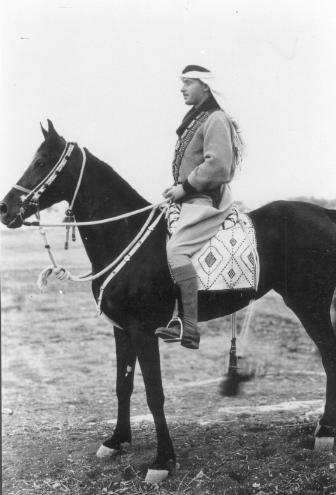
Фавзи аль-Кавукджи в 1948 году

В декабре 1947 года решением Лиги арабских государств была создана Арабская освободительная армия, задачей которой было ведение войны против евреев в Палестине, и Кавукджи, которого в этот период называли новым Саладином, был назначен её командующим. Всего были мобилизованы более десяти тысяч бойцов, из которых около пяти тысяч были в конце того же и начале следующего года направлены в северную и центральную части Палестины. Выше в военной иерархии стояли два иракских офицера: Таха-Паша аль-Хашими и Исмаил Сафуат, главнокомандующий сухопутными силами в Палестине. Части под командованием Кавукджи не сотрудничали с Армией Священной войны, лояльной клану Хусейни и возглавляемой Абд аль-Кадиром Хусейни, родственником муфтия, ведя военные действия независимо от неё, хотя в мае 1948 года, незадолго до конца действия британского мандата, Кавукджи и муфтий Амин аль-Хусейни формально примирились.
Арабская освободительная армия на протяжении нескольких месяцев вела боевые действия в Галилее и центре страны, главным образом преуспев в установлении контроля над дорогами, связывавшими еврейские населённые пункты, некоторые из которых ей удалось полностью блокировать. Попытки овладеть еврейскими поселениями были безуспешными:
- при штурме кибуца Тират-Цви АОА потеряла 60 человек убитыми (сам Кавукджи называет меньшее число — 37 человек, утверждая при этом, что защитники кибуца потеряли убитыми больше сотни человек);
- самая крупная операция АОА в апреле — попытка овладеть кибуцем Мишмар ха-Эмек недалеко от Хайфы — закончилась полным провалом, а лично Кавукджи едва сумел избежать плена.

Впоследствии командующий АОА оправдывал свои неудачи помощью и защитой, которую обеспечивали еврейской стороне британские войска (вплоть до утверждения, что под Мишмар ха-Эмек против него использовались британские танки).
В итоге армия Кавукджи была замещена после 15 мая регулярными войсками армий арабских стран, хотя отдельные её части продолжали воевать и дальше. В частности, даже в середине сентября части АОА удерживали господствующие высоты в районе Цфата, пока им не было приказано отступить под угрозой прекращения снабжения. На всём протяжении боевых действий Кавукджи последовательно выступал против любых перемирий с еврейскими силами, доказывая, что они идут только на пользу еврейской стороне, позволяя ей перегруппироваться и довооружиться. Эту же позицию он отстаивал и 25 лет спустя, во время войны 1973 года.
После окончания первой арабо-израильской войны Фавзи аль-Кавукджи отошёл от дел и поселился с женой в Ливане. Умер в Бейруте в 1977 году.